# Amaxia violacea
Amaxia violacea là một loài bướm đêm thuộc phân họ Arctiinae, họ Erebidae.